# Nordharz
Nordharz ist eine Einheitsgemeinde im Landkreis Harz in Sachsen-Anhalt, Deutschland. Der Verwaltungssitz befindet sich in Veckenstedt.

## Geographie
Die Gemeinde liegt im Harzvorland und teilweise im Naturpark Harz. Durch sie fließen die Flüsse Ecker und Ilse. Auf dem Territorium der Gemeinde liegt die mittelalterliche Wüstung Rimmerode.
Gemeindegliederung
Die Gemeinde Nordharz besteht aus den folgenden acht Ortschaften:
- Abbenrode
- Danstedt
- Heudeber mit Mulmke
- Langeln
- Schmatzfeld
- Stapelburg
- Veckenstedt
- Wasserleben

Die Gemeindeverwaltung befindet sich in Veckenstedt.

## Geschichte
Die Gemeinde Nordharz wurde zum 1. Januar 2010 aus sieben Gemeinden der damit aufgelösten Verwaltungsgemeinschaft Nordharz sowie der Gemeinde Danstedt aus der früheren Verwaltungsgemeinschaft Harzvorland-Huy gebildet. Der Zusammenschluss erfolgte vor dem Hintergrund der Gemeindegebietsreform in Sachsen-Anhalt.

## Politik

### Gemeinderat
Nach der Kommunalwahl in der  Gemeinde am 26. Mai 2019 verteilen sich die 19 Gemeinderäte auf folgende Parteien und Listen:
| Partei / Liste                       | Sitze | 0+/−0 |
| CDU                                  | 4     | − 2   |
| SPD                                  | 3     | + 1   |
| Die Linke                            | 1     | − 1   |
| Bürger für Nordharz                  | 5     | + 1   |
| Wählergemeinschaft Heudeber/Nordharz | 2     | + 1   |
| Bürger für Wasserleben               | 2     | ± 0   |
| Abbenröder Wähler                    | 1     | − 1   |
| Bürger für Schmatzfeld               | 1     | ± 0   |

### Wappen
Das Wappen wurde vom Kommunalheraldiker Jörg Mantzsch gestaltet und am 28. Januar 2011 vom Landkreis genehmigt.
Blasonierung: „In Blau eine rechtshin schreitende silberne Frauengestalt, das mit einem Tuch bedeckte Haupt gekrönt, in den Händen eine silberne Eichel haltend; pfahlweise begleitet von je 4 goldenen Mühlsteinen.“
Die Farben der Gemeinde sind Weiß-Blau.
Das Wappen knüpft mit seiner Symbolik an die Flüsse Ecker und Ilse an. Während die Ilse u. a. durch den Dichter Heinrich Heine als mythologische Prinzessin durch die Frauengestalt dargestellt wird, nimmt die Eichel Bezug auf die Ecker. Der Name der Ecker ist von Ursprung her mehrdeutig. Etymologisch geht er vom Germanischen bzw. Altdeutschen zurück auf den Begriff einer Waldbaumfrucht (vergl. Buchecker, Eichecker). Die acht Mühlsteine stehen einerseits für die Anzahl der sich vereinigten Orte, anderseits nehmen sie Bezug auf die einst vielfach anzutreffenden Mühlen (Mühlenweg).

### Flagge
Die Flagge ist blau – weiß – blau (1:4:1) gestreift (Querform: Streifen waagerecht verlaufend, Längsform: Streifen senkrecht verlaufend) und mittig mit dem Gemeindewappen belegt.

## Verkehr
Durch das Gemeindegebiet führen die  Bundesautobahn A 36 und die Bundesstraße B 244. Außerdem gibt es in Stapelburg einen Haltepunkt der Bahnstrecke Heudeber-Danstedt–Bad Harzburg. Durch Buslinien der Harzer Verkehrsbetriebe sind alle Orte miteinander verbunden.